# Kemal Serdar
Kemal Serdar (* 8. Mai 1962 in Trabzon) ist ein ehemaliger türkischer Fußballspieler und -trainer. Durch seine langjährige Tätigkeit für Trabzonspor wird er stark mit diesem Verein assoziiert und auf Fan- und Vereinsseiten als einer der bedeutendsten Spieler der Klubgeschichte aufgefasst. Mit 357 Erstligaeinsätzen für Trabzonspor ist er nach Hami Mandıralı (468 Einsätze) und Turgay Semercioğlu (402 Einsätze) der Spieler mit den dritthäufigsten Süper-Lig-Einsätzen der Vereinsgeschichte. Zum Ende seiner Spielerzeit war er unter seinem Spitznamen Kaptan Kemal (dt.: Kapitän Kemal) bekannt, da er für etwa vier Jahre als Mannschaftskapitän fungierte und wie viele Einwohner der Provinz Trabzon aus einer Fischersfamilie stammt.

## Spielerkarriere

### Verein
Serdar kam in der nordtürkischen Hafenstadt Trabzon zur Welt und startete seine Vereinskarriere 1978 beim dortigen Amateurverein Düzköy SK. Von hier aus wechselte er dann in die Jugendabteilung von Akçaabat Sebat Gençlik, einem weiteren Verein der Provinz Trabzon, und spielte hier bis ins Jahr 1982. Anschließend wurde er in den Profikader des Zweitligisten involviert und spielte hier eine Spielzeit lang.
Im Sommer 1983 wechselte Serdar dann zum erfolgreichsten Verein der Provinz Trabzon, zu Trabzonspor. Bei diesem Verein setzte er sich auf Anhieb als Stammspieler durch und stieg auch zum Türkischen U-21-Nationalspieler auf. Mit seiner Mannschaft erreichte er durch den Gewinn der türkischen Meisterschaft und des Türkischen Fußballpokals in der Saison 1983/84 das türkisch Fußball-Double. Dieser Erfolg hatte für die Vereinshistorie eine große Bedeutung, weil sie die vorerst letzte Meisterschaft und das letzte Double sein sollte. Der Verein hatte zuvor in seiner zweiten Erstligasaison, der Saison 1975/76, völlig überraschend die Meisterschaft erreicht. Bis zu dieser Saison entschieden die drei großen Istanbuler Vereine Beşiktaş Istanbul, Fenerbahçe Istanbul und Galatasaray Istanbul die türkische Meisterschaft unter sich. Zwar verfehlte mit Eskişehirspor ein anderer anatolischer Verein dreimal knapp die Meisterschaft, jedoch blieb der Bann bestehen. Erst mit Trabzonspors Meisterschaft wurde er gebrochen. Nach dieser ersten Meisterschaft dominierte Trabzonspor auch die nächste Saison die Liga und sammelte neben der Meisterschaft auch mit dem Gewinn des Türkischen Fußballpokals und des Türkischen Supercups alle übrigen Pokale im damaligen türkischen Fußball. In dieser letzten Meisterschaftssaison 1983/84 des Vereins war Serdar nach dem Torhüter Şenol Güneş mit 44 Spieleinsätzen der Spieler mit den meisten Pflichtspieleinsätzen für sein Team.
Die nachfolgenden Spielzeiten belegte Trabzonspor zwar immer einen Tabellenplatz im oberen Tabellenplatz, jedoch verlor es die Dominanz, die es innerhalb der Liga bis zur letzten Meisterschaft auszeichnete. Serdar blieb über die Jahre ein wichtiger Spieler und stieg auch zum Türkischen Nationalspieler auf. In den späten 1980er Jahren wurde er zum Mannschaftskapitän Trabzonspors befördert und blieb dies bis zum Jahr 1992. Am 5. September 1992 absolvierte er mit der Partie gegen Galatasaray Istanbul sein 400. Pflichtspiel für Trabzonspor. Im Februar 1992 wurde Serdar vom Trainer Georges Leekens von seinem Amt als Mannschaftskapitän entbunden und für unbestimmte Zeit aus dem Kader suspendiert. Zum neuen Kapitän wurde Ünal Karaman erkoren und als Begründung für diesen Kapitänswechsel der Wunsch der Mannschaft genannt. Eine Woche später wurde Serdar wieder in den Mannschaftskader aufgenommen, nachdem er sich beim Trainer Leekens entschuldigt hatte. Trotz seiner Degradierung wusste Serdar durch gute Leistungen zu überzeugen und erkämpfte sich schnell wieder einen Stammplatz. Am Saisonende wurde er von Leekens dennoch auf die Verkaufsliste gesetzt. Aufgrund seiner Verdienste wurde Serdar aber von der Vereinsführung im Kader behalten und Leekens zu einem Verbleib von Serdar überredet. Nachdem Trabzonspor in der Spielzeit 1993/94 einen unerwartet schlechten Start erzielt hatte, wurde Serdar zusammen mit Lemi Çelik von Leekens aus dem Kader suspendiert. Nach der darauffolgenden 0:1-Niederlage vom 4. Spieltag gegen Karşıyaka SK wurde Leekens schließlich entlassen und durch die ehemalige Spielerlegende des Vereins, durch Şenol Güneş ersetzt. Unter Güneş, mit dem Serdar mehrere Jahre bei Trabzonspor zusammen gespielt hatte, erlangte er seinen Stammplatz wieder und absolvierte bis zum Saisonende die meisten Pflichtspiele. Die nachfolgende Saison, die Saison 1994/95 verlor Serdar auch unter Güneş seinen Stammplatz, kam aber als Ergänzungsspieler zu 25 Pflichtspieleinsätzen. In dieser Saison spielte Trabzonspor seit der letzten Meisterschaftssaison von Anfang an um die türkische Meisterschaft mit und lieferte sich über die gesamte Saison mit Beşiktaş Istanbul ein Kopf-an-Kopf-Rennen. Die Saison beendete man als Vizemeister und belegte so die beste Platzierung seit der letzten Meisterschafts 1983/84. Zudem wurde man in dieser Saison Türkischer Pokalsieger. Nach dieser erfolgreichen Saison entschied Serdar, seine Spielerkarriere zu beenden. Mit einem Abschiedsspiel gegen FC Dinamo Batumi beendete er am 5. August 1995 seine Spielerkarriere.
Für die Spielzeit 1997/98 spielte er noch eine Spielzeit beim örtlichen Amateurklub  Trabzon Erdoğduspor und beendete im Anschluss endgültig seine Karriere.

### Nationalmannschaft
Drei Monate nach seinem Wechsel zu Trabzonspor spielte er im November 1983 das erste Mal für Türkische U-21-Nationalmannschaft. Etwa ein Jahr nach diesem Einsatz wurde er für die türkische Nationalmannschaft nominiert und gehörte die nachfolgenden sieben Jahre zu den oft nominierten Nationalspielern. Sein letztes Länderspiel absolvierte er am 1. Mai 1991 gegen die Englische Nationalmannschaft.

## Trainerkarriere
In der Spielzeit 2001/02 trainierte er für kurze Zeit den Istanbuler Verein Küçükköyspor.

## Erfolge
Mit Trabzonspor:
- Türkischer Meister: 1983/84
- Türkischer Vizemeister: 1994/95
- Türkischer Pokalsieger: 1983/84, 1991/92, 1994/95
- Premierminister-Pokalsieger: 1985, 1994
- TSYD-Pokalsieger (Ankara): 1991